# Sečovce
Sečovce és una ciutat d'Eslovàquia. Es troba a la regió de Košice, a l'est del país. La primera referència escrita de la vila data del 1245.

## Demografia
| Godina             | 1994 | 2004   | 2014   | 2024   |
| ------------------ | ---- | ------ | ------ | ------ |
| Nombre de persones | 7348 | 7882   | 8352   | 8538   |
| Diferència         |      | +7,26% | +5,96% | +2,22% |

| Godina             | 2023 | 2024   |
| ------------------ | ---- | ------ |
| Nombre de persones | 8539 | 8538   |
| Diferència         |      | −0,01% |